# Récepteur kaïnate

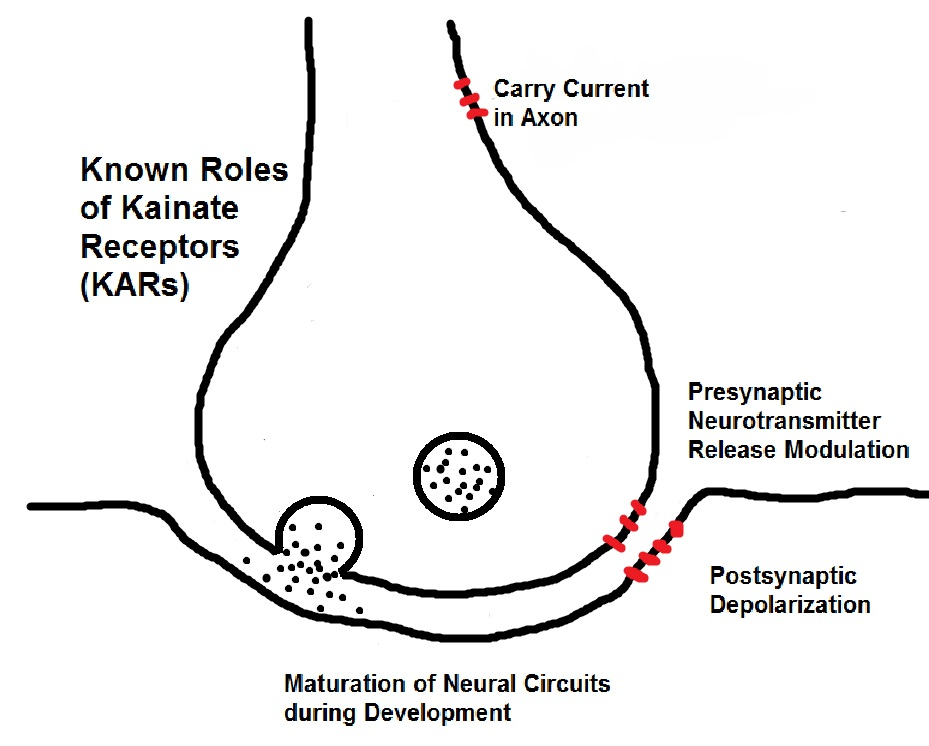
Il a été démontré que les récepteurs Kainate jouent une plus grande variété de rôles qu'on ne le pensait auparavant.

Les récepteurs kaïnate sont des récepteurs ionotropes qui réagissent aussi bien au glutamate, qui est leur ligand physiologique, qu'au kaïnate qui est un médicament isolé de l'algue rouge Digenea simplex. Le canal ionique qu'ils forment est perméable aux ions sodium et potassium. Ils forment un troisième groupe de récepteurs ionotropes au glutamate, les deux autres étant les récepteurs NMDA et les récepteurs AMPA. Ces trois types de récepteurs réagissent au glutamate, ils sont donc impliqués dans la neurotransmission excitatrice.

Chaque sous-unité kaïnate est constituée d'un domaine N-terminal extracellulaire connecté à la première boucle extracellulaire (S1) et suivi d'un premier domaine transmembranaire (TMD1). TMD1 est relié au deuxième domaine transmembranaire (TMD2) par une première boucle intracellulaire. Ce deuxième domaine transmembranaire, plus court, a la particularité de plonger en biais dans la bicouche lipidique, ne proposant donc pas de "face extracellulaire". Une seconde boucle replonge en intracellulaire et relie le deuxième domaine transmembranaire au troisième domaine transmembranaire (TMD3). Enfin, le quatrième domaine transmembranaire est relié au précédent par une deuxième boucle extracellulaire; la sous-unité se termine alors par un domaine C-terminal faisant suite au quatrième domaine transmembranaire (TMD4). 
En résumé, en énumérant les différents domaines en partant de l'extracellulaire vers l'intracellulaire, on a:
- un domaine N-terminal extracellulaire suivit d'un domaine S1,
- un premier domaine transmembranaire (TMD1),
- une première boucle intracellulaire,
- un deuxième domaine transmembranaire (TMD2), plus court, pénétrant en biais dans la membrane plasmique,
- une deuxième boucle intracellulaire,
- un troisième domaine transmembranaire (TMD3),
- une deuxième boucle extracellulaire (S2),
- un quatrième domaine transmembranaire (TMD4),
- un domaine C-terminal intracellulaire.

En comparaison des récepteurs AMPA et NMDA du glutamate, qui sont plus souvent étudiés, ils ont une distribution quelque peu plus limitée dans le cerveau, et leur fonction est mal définie, bien qu'ils aient été impliqués dans l'épileptogénèse, la transduction sensorielle, et la plasticité synaptique. On observe une localisation tant postsynaptique que présynaptique. 
Leur structure est similaire à celle des récepteurs AMPA, avec les sous-unités GluR5, 6 et 7 qui peuvent former des homotétramères et les sous-unités KA1 et 2 qui forment des hétérotétramères avec l'une des trois autres sous-unités.